# Babištvo
Babištvo je področje zdravstvene oskrbe nosečnic, pomoči pri porodu in zdravstvenem varstvu dojenčkov in njihovih mater. 
Nekoč so to opravljale starejše, izkušene, a večinoma nešolane ženske, babice. Danes opravljajo poklic babica oziroma babičar osebe s srednjo ali višjo zdravstveno izobrazbo. V Sloveniji je poklic po ravni izobrazbe enake višjim (diplomiranim) medicinskim sestram. Danes se večina porodov v razvitih deželah opravi v porodnišnicah, kjer delajo zdravniki - porodničarji. Babica usmeri nosečnico k porodničarju v primeru zapletov pri nosečnosti ali produ. 
V Sloveniji se za začetek organiziranega babištva šteje leto 1753, ko je bila ustanovljena babiška šola.

## Babištvo vpisano na Unescov Reprezentativni seznam
18. zasedanju Unescovega Medvladnega odbora za varovanje nesnovne kulturne dediščine, ki je med 5. in 9. 12. 2023 potekal v mestu Kasane v Bocvani, je bilo 6. 12. 2023, na priporočilo Unescovega ocenjevalnega telesa na Unescov Reprezentativni seznam nesnovne kulturne dediščine človeštva vpisano Babištvo, znanje, veščine in prakse.
Nominacijo babištva v Sloveniji je vodila Špela Spanžel z Ministrstva za kulturo skupaj z dr. Zalko Drglin iz Nacionalnega inštituta za javno zdravje ter v sodelovanju s posameznimi nosilkami, skupinami in skupnostmi, ki so sodelovali v procesu oblikovanja besedila nominacije in priprave predloga filma ter fotografij. Podporo nominaciji so prispevali še Slovenski etnografski muzej – Koordinator varstva nesnovne dediščine, Nacionalni inštitut za javno zdravje in Ministrstvo za zdravje.
Unesco je z vpisom na seznam prepoznal babištvo kot pomembno človeško dejavnost, utemeljeno na vednosti o človekovem telesu ter naravnih in kulturnih dejavnikih, ki spodbuja dobro počutje žensk, dojenčkov, otrok in družin. Nominacijo so pripravila združenja babic iz Kolumbije, Cipra, Kirgiške republike, Luksemburga, Nigerije, Slovenije, Toga in Nemčije, ki je postopek tudi koordinirala.